# Aucun
Aucun ist eine französische Gemeinde mit 254 Einwohnern (Stand 1. Januar 2022) im Département Hautes-Pyrénées in der Region Okzitanien; sie gehört zum Arrondissement Argelès-Gazost und zum Kanton La Vallée des Gaves. Die Bewohner nennen sich Aucunois(es).

## Lage
Aucun liegt im Südwesten des Départements Hautes-Pyrénées rund 36 Kilometer (Luftlinie) südwestlich von Tarbes. Der Fluss Gave d’Azun durchquert die Gemeinde und bildet streckenweise die Gemeindegrenze. Aucun liegt im Nationalpark Pyrenäen. Weite Teile des Gemeindegebiets sind bewaldet. Der höchste Punkt der Gemeinde ist die Bergspitze des Pic de Bazès (1804 m. ü. M.). Beim daneben liegenden Col de Bazès entspringt das Flüsschen Bergons, das zum Gave de Pau entwässert.
Die Gemeinde besteht aus dem Dorf Aucun, den Weilern (hameaux) Bazaillac und Terre Nère sowie zahlreichen Einzelgehöften.
Nachbargemeinden sind Salles im Nordosten, Gaillagos im Osten, Bun und Estaing im Südosten, Arrens-Marsous im Südwesten sowie Ferrières im Westen und Nordwesten.

## Geschichte
Eine erste namentliche Erwähnung erfuhr Aucun 1069 im Kopialbuch von Saint-Savin. Im frühen Mittelalter wechselte die Herrschaft häufig (Westgoten, Basken, Franken, Sarazenen). Danach war der Ort jahrhundertelang unter der Herrschaft des Königreichs Aquitanien respektive des Herzogtums Gascogne. Von 900 bis 1609 gab es eine Grafschaft Bigorre innerhalb der vorgenannten Gebiete. Im Hundertjährigen Krieg war Arras-en-Lavedan manchmal unter englischer, manchmal unter französischer Herrschaft. Von 1425 bis 1609 gehörte der Ort als Teil der Grafschaft Bigorre zur nur lose mit Frankreich verbundenen Grafschaft Foix. Weil der letzte Herrscher dieser Grafschaft, König Heinrich III. von Navarra aus dem Hause Bourbon, 1589 den Thron von Frankreich (als Heinrich IV.) bestieg, waren die Orte der Region 1609 bis 1789 Krondomäne. Die Gemeinde gehörte von 1793 bis 1801 zum District Argelès. Zudem war sie von 1793 bis 2015 Hauptort des Kantons Aucun. Mit Ausnahme der Jahre 1926 bis 1942 (Arrondissement Bagnères) war Aucun seit 1801 Teil des Arrondissements Argelès-Gazost. Die Gemeinde ist Teil der historischen Landschaft Lavedan (auch Pays des Sept Vallées genannt). 1836 trat die Gemeinde einen Teil ihres Gebiets an die neue Gemeinde Estaing ab.

## Bevölkerungsentwicklung
| Jahr                       | 1962 | 1968 | 1975 | 1982 | 1990 | 1999 | 2006 | 2012 | 2020 |
| Einwohner                  | 210  | 190  | 150  | 170  | 199  | 205  | 250  | 256  | 227  |
| Quellen: Cassini und INSEE |      |      |      |      |      |      |      |      |      |

Die Zahl der Bewohner ist wegen Abwanderung, der Gefallenen des Ersten Weltkriegs sowie der Grippewelle 1918/1919 stark gesunken. Die niedrigsten Einwohnerzahlen stammen aus der Nachkriegszeit.

## Sehenswürdigkeiten
- Kirche Saint-Félix aus dem 12. Jahrhundert; seit 1922 Monument historique[1]
- Wehrturm aus dem 15. Jahrhundert; seit 1942 ein Monument historique[2]
- das seit 1963 bestehende Museum Montagnard du Lavedan mit alten Häusern und Gegenständen aus dem Lavedan
- Dorfschule
- Kühlkammern/Vorratskammern von Leyté
- 4 Lavoirs (Waschhäuser)
- alte Waage
- Dorfbrunnen
- alte Scheunen
- Denkmal für die Gefallenen[3]

Quelle:

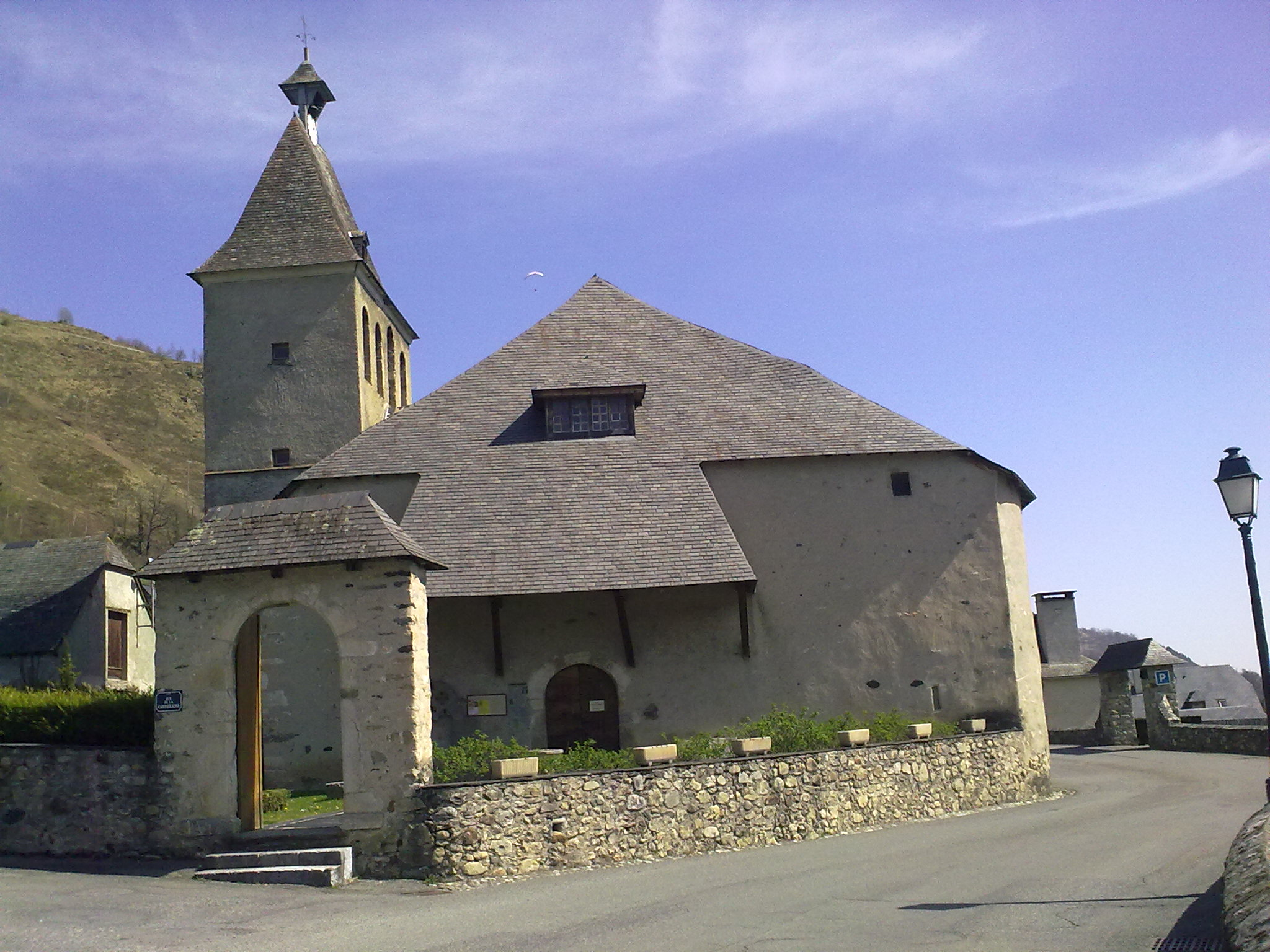
Kirche Saint-Félix
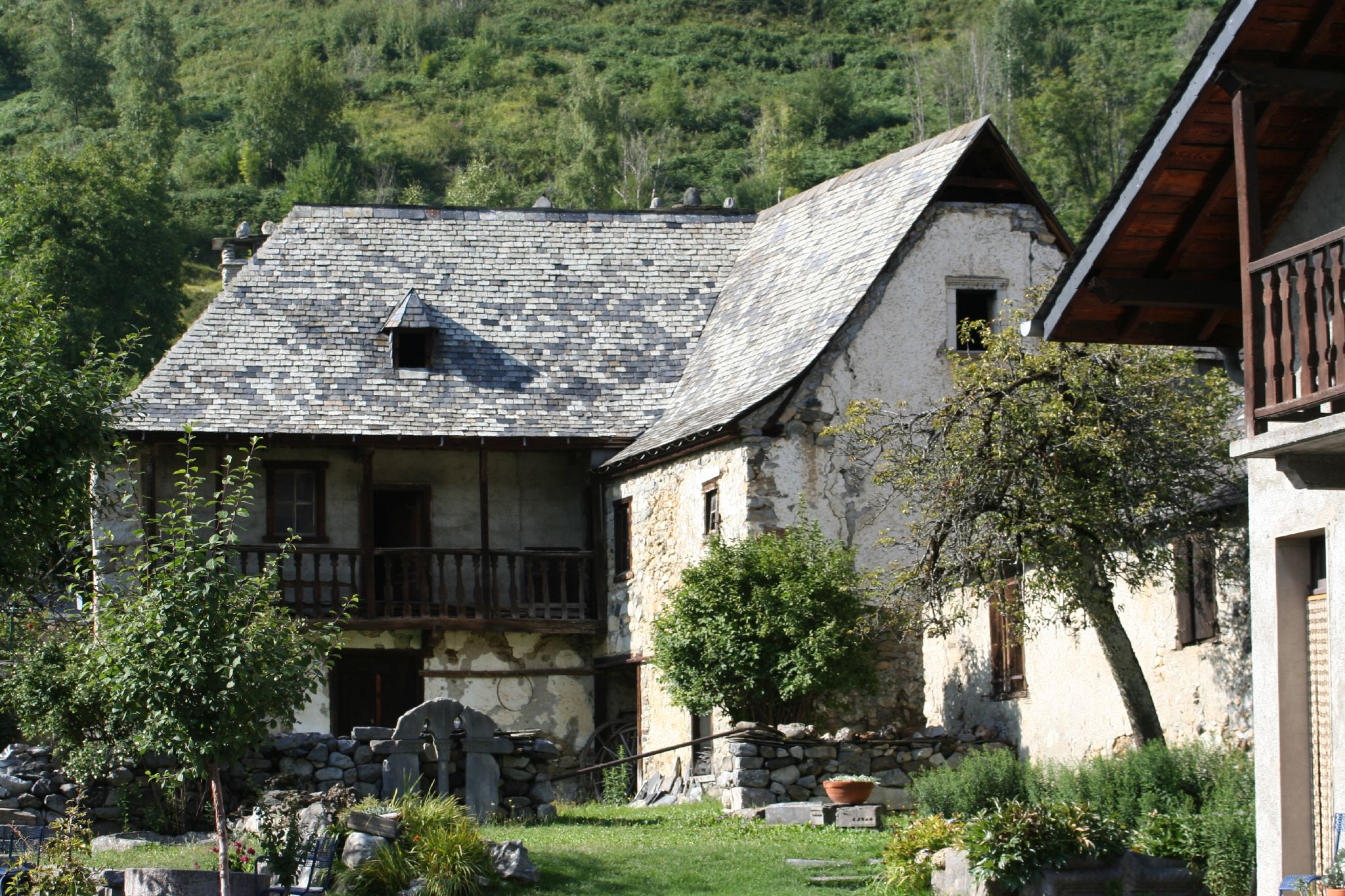
Museum Montagnard du Lavedan
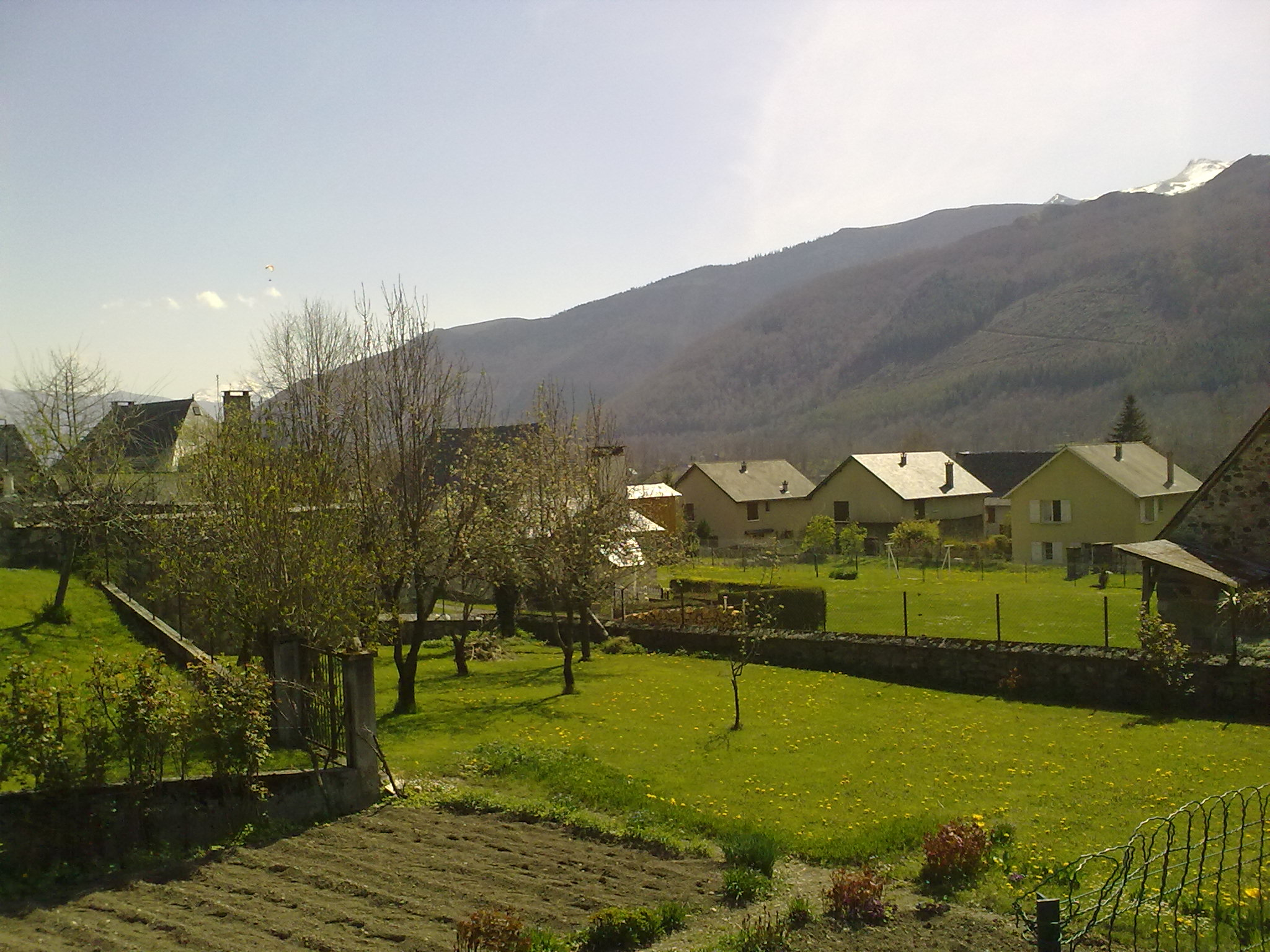
Teilansicht von Aucun